# Dendrobium hollandianum
Dendrobium hollandianum är en orkidéart som beskrevs av Johannes Jacobus Smith. Dendrobium hollandianum ingår i släktet Dendrobium, och familjen orkidéer. Inga underarter finns listade i Catalogue of Life.